# Rue de Sault
Pour les articles homonymes, voir Sault.
La rue de Sault est une voie publique de la commune française de Grenoble. Elle est située dans le quartier de l'Hyper-centre.

## Situation et accès

### Situation

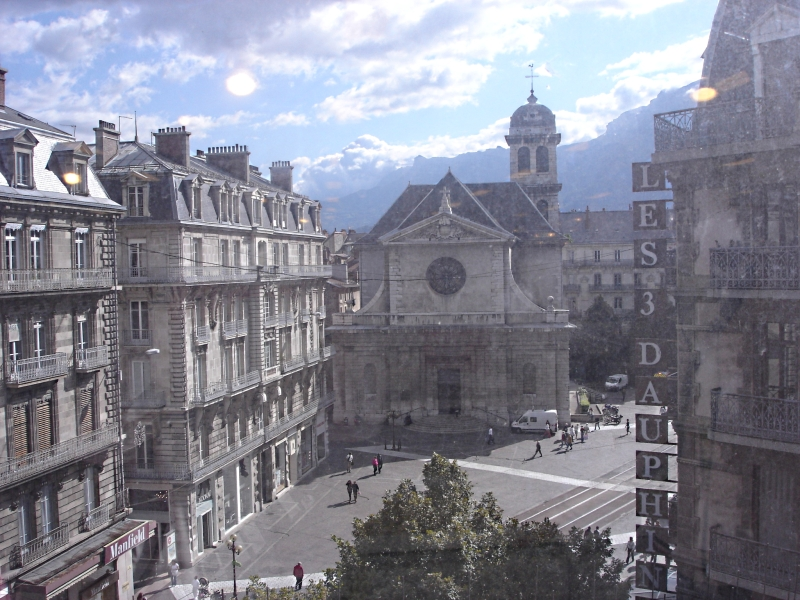
La rue de Sault début devant le portail de l'église Saint-Louis

Cette rue est située dans un des quartiers les plus animés de la ville, réaménagé en zone piétonne. Elle permet de relier la rue Félix-Poulat à la place Vaucanson, traversant ainsi une partie du centre piétonnier de la ville de Grenoble.
Cette voie piétonne commence au niveau de la rue Félix-Poulat, devant la façade de l'église Saint-Louis et se termine au carrefour de la place Vaucanson et de la place du Dr Léon Martin, au niveau du numéro 35 de la rue.

### Accès
La rue, comprise dans la zone piétonne de la ville, au cœur de la principale zone commerciale, est accessible aux passants depuis n'importe quel point de ce quartier et du quartier Notre-Dame, le plus ancien de Grenoble.
La rue de Sault est principalement desservie par les lignes A, B  et D du réseau de tramway de l'agglomération grenobloise. La station la plus proche (située à proximité du début de la rue) se dénomme Victor Hugo.

## Origine du nom

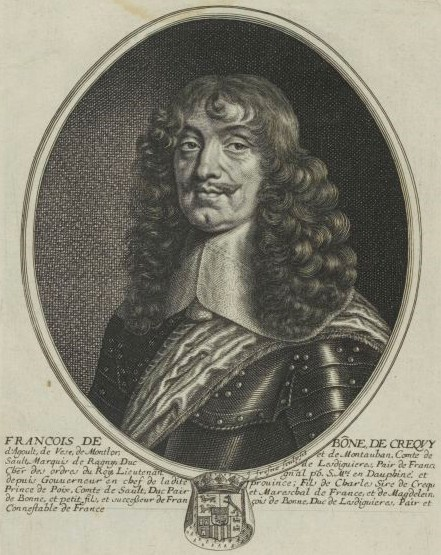
François de Bonne de Créqui, 3e duc de Lesdiguières

Cette rue a reçu le nom de François de Bonne de Créqui, comte de Sault, troisième duc de Lesdiguières et qui fut gouverneur du Dauphiné de 1665 à 1681.

## Historique
Cette voie a été construite en 1672 sur l'emplacement ces anciens remparts romains démolis par Lesdiguières afin d'agrandir l'enceinte fortifiée de Grenoble. Durant la période révolutionnaire, la rue fut dénommée rue de la Victoire.

## Bâtiments remarquables et lieux de mémoire
- No 1 : le porche de l'église Saint-Louis de Grenoble se situe à l'angle de la rue Félix Poulat de la rue de Sault. Son portail d'entrée correspond au numéro 1 de cette rue.